# Natura 2000-område nr. 52 Salten Å, Salten Langsø, Mossø og søer syd for Salten Langsø og dele af Gudenå
Natura 2000-område nr. 52 Salten Å, Salten Langsø, Mossø og søer syd for Salten Langsø og dele af Gudenå er et EU-habitatområde (H48) , der har et areal på i alt 4.470 hektar, hvoraf 178 ha er statsejet. Området rummer også fuglebeskyttelsesområde nr. F33
og F35.
Området er en del af Det Midtjyske Søhøjland og omfatter et smalt bælte i den østlige del af Salten Ådal, Salten Langsø og dele af skovområderne på nord- og sydsiden af søen, ådalen omkring Gudenåen fra Voervadsbro til Gudensø samt Jyllands største sø, Mossø.
Den fra vest mod øst løbende Salten Å og Salten Langsø er beliggende i Saltendalen, der har et
markant forløb og er blandt landets mest uforstyrrede naturområder; Salten Å løber ud i Gudenå mellem Mossø og Gudensø.
Mod syd ligger flere store eng- og moseområder parallelt med Gudenåen, f.eks. Springbjerg Mose ligger længst mod syd, og ved Gudenåens
udløb i Mossø ved Vissingkloster ligger Klosterkæret.

## Fuglebeskyttelsesområder
Udpegningsgrundlag for Fuglebeskyttelsesområde nr. 33, Salten Langsø (960 ha)
- Stor skallesluger (T)
- Fiskeørn (Y)
- Havørn (T)
- Stor hornugle (Y)
- Isfugl (Y)
- Sortspætte (Y)

Udpegningsgrundlag for Fuglebeskyttelsesområde nr. 35, Mossø (2.019 ha)
- Rørhøg (Y)
- Isfugl (Y)[1][2]

## §3-naturtyper
Af det samlede areal på 4.470 hektar er de 3093 ha omfattet af naturbeskyttelseslovens § 3 svarende til 69 % af områdets samlede areal. 2137 ha sø, (48 % af det samlede areal). Søerne fordeler sig på
89 mindre (< 1 ha) søer og vandhuller (i alt 17,8 ha), 17 mellemstore (1-5 ha) søer (i alt 34,5 ha) og 5 store (> 5 ha) søer med et samlet areal på 2.085 ha. Heraf er Salten Langsø, Mossø og
Gudensø langt de største; de to andre er Blidsø og Køge Sø.
Der 28 km målsatte § 3-vandløb i den del af af Natura 2000-området der lå i Århus Amt. Ferske enge dækker 7 %, og der er registreret knap 200 ha hede i området (8 %), primært på de grovsandede jorder nord og syd for Salten Langsø. Endelig
findes der mindre arealer med overdrev.

## Naturfredninger
Der er 7 fredede områder, som helt eller delvist er beliggende inden
for Natura 2000 området. Det er "Fredningen af Mossø med omgivelser", "Fredningen af arealer ved Salten Langsø" , "Fredning af arealer ved Salten Å", "Fredningen af Salten Ådal og Snabegård Plantage", ”Vissingkloster” , ”Fredningen af Gudenådalen og Pinddal Mose” samt arealer ved Hangarhus sydøst for Salten Langsø.
Ved Odderholm mellem Gudensø og Mossø er  er  ca. 10 ha udpeget til anden biodiversitetsskov for at beskytte en række sjældne og truede svampe-og mosarter, der  er knyttet til  våde og lysåbne naturtyper der findes i området.
11 ha skov ved Klostermølle er udpege til ny anden biodiversitetsskov. Arealet er en del af   naturfredning, Vissingkloster fra 1984.

## Videre forløb
Natura 2000-planen er vedtaget i 2011, hvorefter kommunalbestyrelserne
og Naturstyrelsen udarbejdede bindende handleplaner for
gennemførelsen af planen.  Planen videreføres og videreudvikles i senere planperioder.
Natura 2000-området ligger i Silkeborg- Skanderborg- og Horsens Kommuner, og naturplanen er koordineret med vandplanen Randers Fjord.

## Eksterne kilder og henvisninger
1. 1 2 3  Miljøstyrelsen Midtjylland (juni 2023). "Naturplan 2022-2027  Natura 2000-område nr. 52 Salten Å, Salten Langsø, Mossø og søer syd for Salten Langsø og dele af Gudenå" (PDF). mst.dk. Miljøstyrelsen. Arkiveret (PDF) fra originalen 31. maj 2024. Hentet 31. maj 2024.
2. 1 2 3  
Miljøstyrelsen Midtjylland (november 2021). "Revideret basisanalyse 2022-2027  Natura 2000-område nr.  52 Salten Å, Salten Langsø, Mossø og søer syd for Salten Langsø og dele af Gudenå" (PDF). mst.dk. Miljøstyrelsen. Arkiveret (PDF) fra originalen 31. maj 2024. Hentet 22. maj 2024.
3. ↑  Om Mossøfredningen på Fredninger.dk
4. ↑  Om Salten Langsøfredningen på Fredninger.dk
5. ↑  Vissingkloster
6. ↑  Fredningen af Gudenåen mellem Voervadsbro og Vissing Kloster
7. ↑  Odderholm Arkiveret 17. juni 2020 hos  Wayback Machine faktaark fra Naturstyrelsen på nst.dk hentet 17. juni 2020
8. ↑  Faktaark Klostermølle Arkiveret 22. juni 2020 hos  Wayback Machine Naturstyrelsen hentet 19. juni 2020
9. ↑  "Natura 2000-planlægning 2022-2027". mst.dk. Miljøstyrelsen. 2023. Arkiveret fra originalen 29. marts 2024. Hentet 11. maj 2024.

- Kort over området på miljoegis.mim.dk